# Moruzzo
Moruzzo (friülà Morùs) és un municipi italià, dins de la província d'Udine. L'any 2007 tenia 2.309 habitants. Limita amb els municipis de Colloredo di Monte Albano, Fagagna, Martignacco i Pagnacco.

## Administració
| Període | Identitat        | Partit        |
| ------- | ---------------- | ------------- |
| 2004-   | Carletto Dreosso | Llista cívica |